# Jażdże
Jażdże (deutsch Jaasder Katen) ist ein Wohnplatz in der Woiwodschaft Westpommern in Polen. Er gehört zur Gmina Dygowo (Landgemeinde Degow) im Powiat Kołobrzeski (Kolberger Kreis).
Der Wohnplatz ist im 19. Jahrhundert entstanden: Nach der Separation der Feldmark des Dorfes Jaasde, die 1825 abgeschlossen war, wurden mehrere Hofstellen, sogenannte Büdnerstellen, nordöstlich des Dorfes angelegt. Die so entstandene Siedlung wurde als „Jaasder Katen“ bezeichnet.
In Heinrich Berghaus’ Landbuch des Herzogtums Pommern (1867) ist der Wohnplatz als „Colonie Jasder Katen“ aufgeführt. Damals lebten hier 131 Einwohner in 29 Haushaltungen. Es wurden 14 Wohnhäuser und 11 Stallgebäude und Scheunen gezählt. Es bestand hier eine sogenannte Notschule.
Im  Jahre 1871 wurden hier 105 Einwohner gezählt, im Jahre 1895 80 Einwohner und im Jahre 1905 73 Einwohner.
Vor 1945 bildete Jaasder Katen einen Wohnplatz in der Landgemeinde Jaasde im Kreis Kolberg-Körlin der preußischen Provinz Pommern.
1945 kam Jaasder Katen, wie ganz Hinterpommern, an Polen. Die Bevölkerung wurde durch Polen ersetzt. Der polnische Ortsname wurde als „Jażdże“ festgesetzt.